# Церковь Джезуити
Церковь Джезуити (итал. La chiesa dei Gesuiti) — Церковь ордена иезуитов в Венеции, в сестиере (районе) Каннареджо. Официальное название при освящении — Санта-Мария Ассунта (La chiesa di Santa Maria Assunta) — Вознесения Девы Марии.

## История
По некоторым источникам, церковь на этом месте была основана под названием Санта-Мария-Ассунта-деи-Крочифери (итал. Santa Maria Assunta dei Crociferi — Вознесения Девы Марии ордена Носителей Креста) неким Пьетро Гуссони или, по сведениям от дожа Андреа Дандоло, Клето Гуссони, в 1148 году.
В 1154 году Клето построил здесь приют для ухода за бедными больными. Другой Гуссони, по имени Буонавере, родственник и наследник предыдущего, наконец наделил его виноградниками и другими владениями в округах Кьоджа и Пеллестрина.
В 1214 году церковь была разрушена пожаром, но быстро восстановлена. Затем эти земли были переданы кардиналу Пьетро Барбо (будущему папе Павлу II), а потом кардиналу Бессарионе. После смерти последнего сенат попытался без дальнейших церемоний призвать сначала францисканских монахинь, затем регулярных каноников Санто-Спирито (1481) и, наконец, служителей Марии (1498). В 1514 году церковь была разрушена очередным пожаром и вновь отстроена. В 1568 году возвращена «Крочиферам» (ордена, созданного для помощи крестоносцам) после реформы ордена, проведённой папой Пием IV.
Основатель ордена иезуитов Игнатий де Лойола впервые посетил Венецию в 1523 году, чтобы отправиться паломником в Иерусалим. Oн вернулся в 1535 году с группой друзей, уже называвших себя Обществом Иисуса, и здесь был рукоположен в священники. Двух лет было достаточно, чтобы хорошо закрепиться в лагуне и обрести большое количество последователей. Он уехал в Рим в 1537 году. Из-за разногласий между папой Павлом V и Венецианской республикой в 1606 году было объявлено интердетто (запрет на совершение религиозных обрядов в Венеции), в результате которого были изгнаны иезуиты, которые были возвращены только в 1657 году. В эти годы Венеция вела изнурительную войну с турками, и папа Александр VII решил пожертвовать ей активы Крочиферов. Венеция вслед за этим продала весь данный ей комплекс, состоящий из церкви, больницы и женского монастыря, иезуитам за пятьдесят тысяч дукатов. Но для иезуитов старая церковь была недостаточно велика. Поэтому в 1715 году её частично снесли (за исключением контрфасада и колокольни) и построили новый храм, который освятили в 1728 году.
После подавления иезуитов в 1773 году монастырь использовался как школа, а после 1807 года, в годы наполеоновской оккупации, — как казарма. Церковь была возвращена воссозданному ордену иезуитов только в 1844 году.

## Архитектура
Ныне существующая церковь была построена в период с 1715 по 1729 год. Архитектор Доменико Росси спроектировал храм в стиле барокко с планом в виде латинского креста с широким нефом, что должно было повторять главную иезуитскую церковь Иль-Джезу в Риме. Иезуиты в Венеции полагали, что Доменико Росси, который спроектировал церковь Сан-Стае, был идеальным исполнителем порученной ему работы. Это была непростая задача, поскольку архитектор должен был следовать строгим планам, которые были определены для архитектуры иезуитов Тридентским собором.
Фасад, также спроектированный Росси (о котором не сообщает мастер-строитель Джованни Баттиста Фатторетто), представляет собой свободную интерпретацию венецианской культуры барокко начала восемнадцатого века.
Фасад церкви разделён на два яруса мощным раскрепованным антаблементом. Нижний ярус оформлен восемью коринфскими колоннами на высоких постаментах, четыре центральных выдвинуты вперед, чтобы подчеркнуть соответствие главному нефу. Венчающий треугольный фронтон оформлен динамичной мраморной группой «Вознесения Девы Марии и ангелов» работы Джузеппе Торретти с эффектным крылом поклоняющихся ангелов и херувимов. Карниз первого яруса несёт восемь статуй на постаментах, соответствующих колоннам, которые вместе с четырьмя в нишах внизу представляют Двенадцать Апостолов.
На заднем фасаде установлен надгробный памятник семье Да Лессе работы Якопо Сансовино, скульптуры работы резчика Алессандро Витториа.

## Интерьер
Внутри церкви согласно канонам Тридентского собора трансепт и алтарь сближены и находятся рядом с двумя боковыми капеллами. Шесть капелл по сторонам главного нефа разделены небольшими комнатами, которые, вероятно, когда-то использовались для исповеди. Между второй и третьей капеллами находится замечательная кафедра, созданная Франческо Бонаццой, а вдоль всего прохода расположены «корретти», решётки, через которые могли наблюдать службы посетители монастыря. Неф церкви меркнет по сравнению с главным алтарём, который посвящен Святой Троице.
Алтарь украшен статуями херувимов, маленьких ангелов и архангелов работы Джузеппе Торретти. Киворий над главным алтарём работы отца-иезуита Фра Джузеппе Поццо напоминает балдахин работы Бернини в соборе Святого Петра в Ватикане. Табернакль, инкрустированный ляпис-лазурью, и скульптурная группа «Христос и Бог-Отец над земным шаром» работы Джузеппе Торретти. Четыре ангела над пилястрами средокрестия и два архангела над пилястрами алтаря также созданы Торретти. Вокруг алтаря десять колонн, поддерживающих крестовый свод, облицованы зелёным и белым мрамором между 1725 и 1731 годами.
Плафон украшен фресками. В алтаре «Музицирующие ангелы во славе» (1720), а на своде —"Триумф имени Иисуса" (1732) написаны Людовико Дориньи. На потолке нефа «Авраам и три ангела» и «Видение святого Иоанна Евангелиста» написаны в 1734 году Франческо Фонтебассо. В одной из капелл церкви находится памятник дожу Чиконья работы Кампаньи.
Правый алтарь украшен картинами «Ангелы-Хранители» Якопо Пальмы Младшего (1619) и «Дева Мария с тремя иезуитскими святыми» Антонио Балестры, скульптурами «Святая Варвара» Морлайтера и «Святой Игнатий де Лойола» работы Пьетро Барраты. Барельефы, изображающие деяния Игнатия Лойолы, также работы Пьетро Барраты.
В правой капелле находится картина Пьетро Либери «Проповедующий Святой Франциск Ксаверий» и барочный надгробный памятник Орацио Фарнезе, оба работы XVII века. В левой капелле — картина «Смерть Святого Иосифа», приписываемая Доменико Клаварино, и надгробный памятник дожу Паскуале Чиконья, оба работы XVII века. В левом алтаре находятся картины «Вознесение Девы Марии» Тинторетто (1555) и «Мученичество святого Лаврентия» Тициана (1558), написанная в честь Лоренцо Массоло, а также копия скульптуры Батони «Пресвятое Сердце» резчика Алессандро Ревера и «Мадонна с Младенцем» резчика Андреа да Тренто.
Известный писатель Теофиль Готье, имея в виду изобилие декора, весьма иронично говорил об этой церкви, что украшения интерьера «делают Капеллу Святой Девы похожей на будуар опереточной певицы».

## Сакристия
Над алтарём сакристии помещены две картины работы Якопо Пальмы Младшего: «Мадонна с Младенцем во славе и Святые Люция, Екатерина Александрийская, Антоний Великий и Анаклет» и «Два ангела с трубами» (1620).
На плафоне имеются росписи: «Манна небесная», «Илия, посещаемый ангелом», «Давид получает хлеба от Ахимелеха», монохромная картина «Четыре отца Латинской церкви» и «Четыре евангелиста» по углам потолка.
На стенах картины «Нашествие змей на израильтян», Святой Анаклет, Святая Елена Равноапостольная; и картины 1625 года: «Святая Елена Равноапостольная обретает Животворящий Крест», «Император Ираклий возвращает Животворящий Крест на Голгофу», «Святой Ланфранк», «Александр III утверждает правила для крестоносцев и Пий II реформирует церковный устав», «Святой Кириак» и «Святые Анаклет и Кириак» (1593).

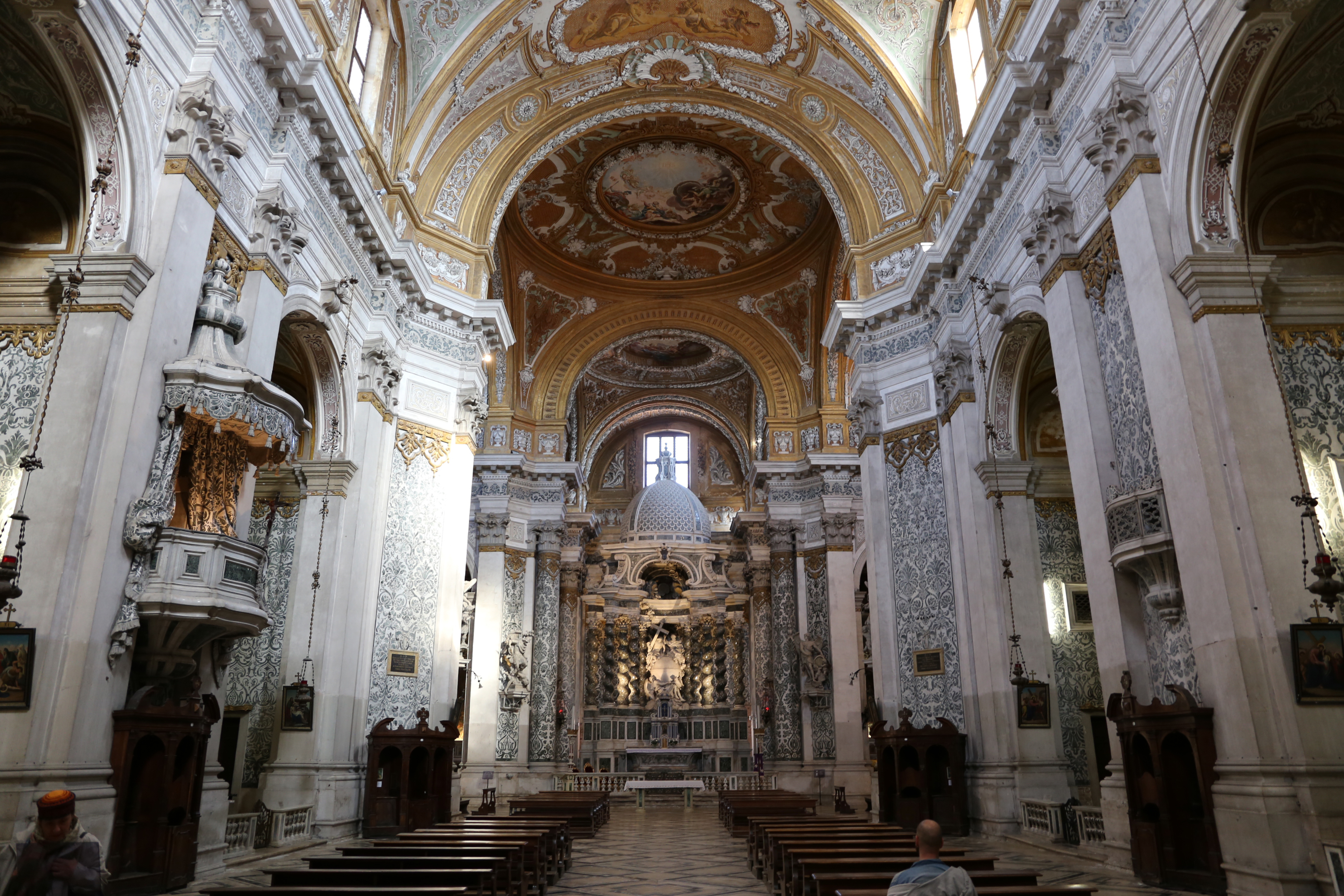
Интерьер главного нефа
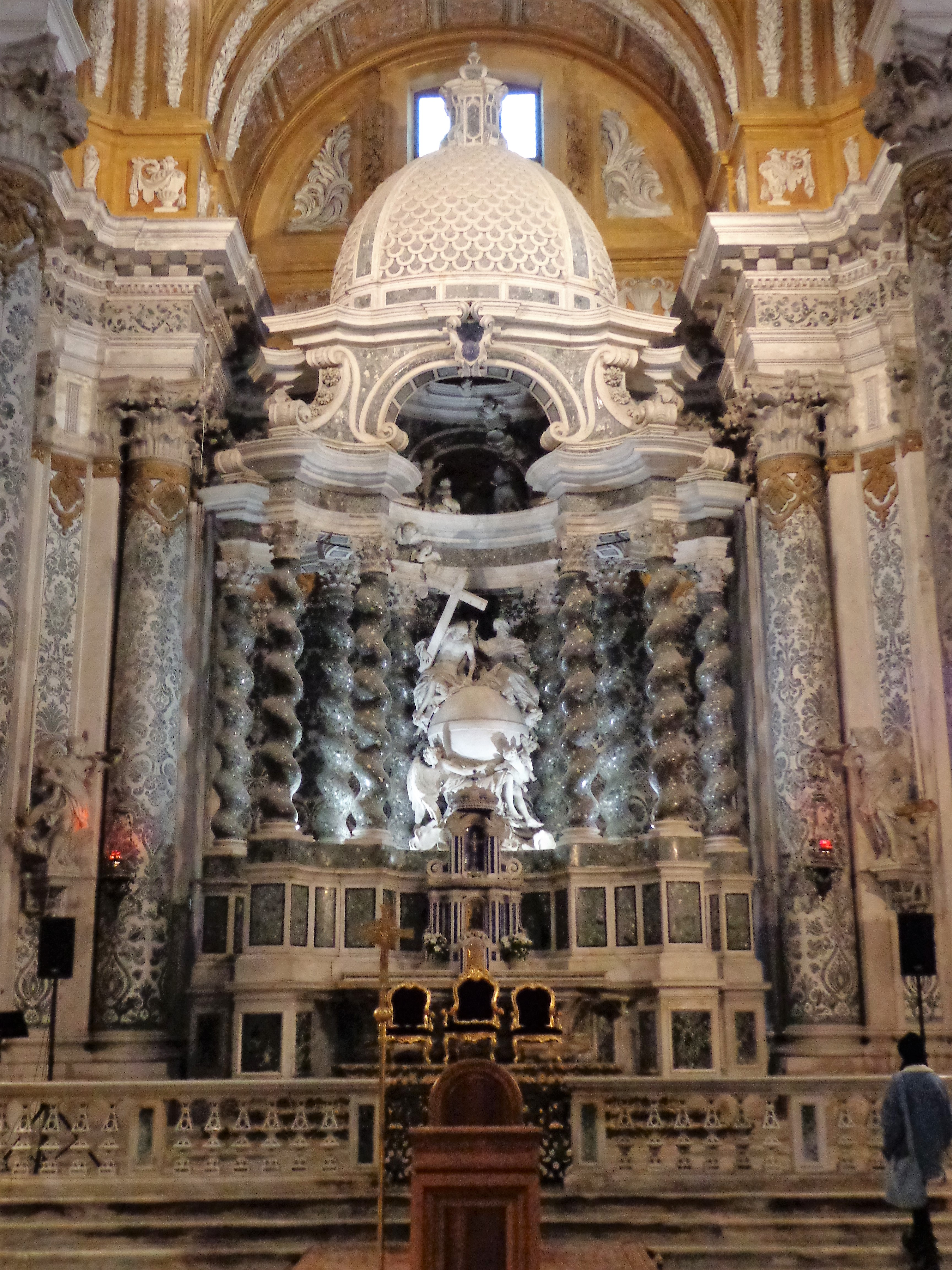
Главный алтарь
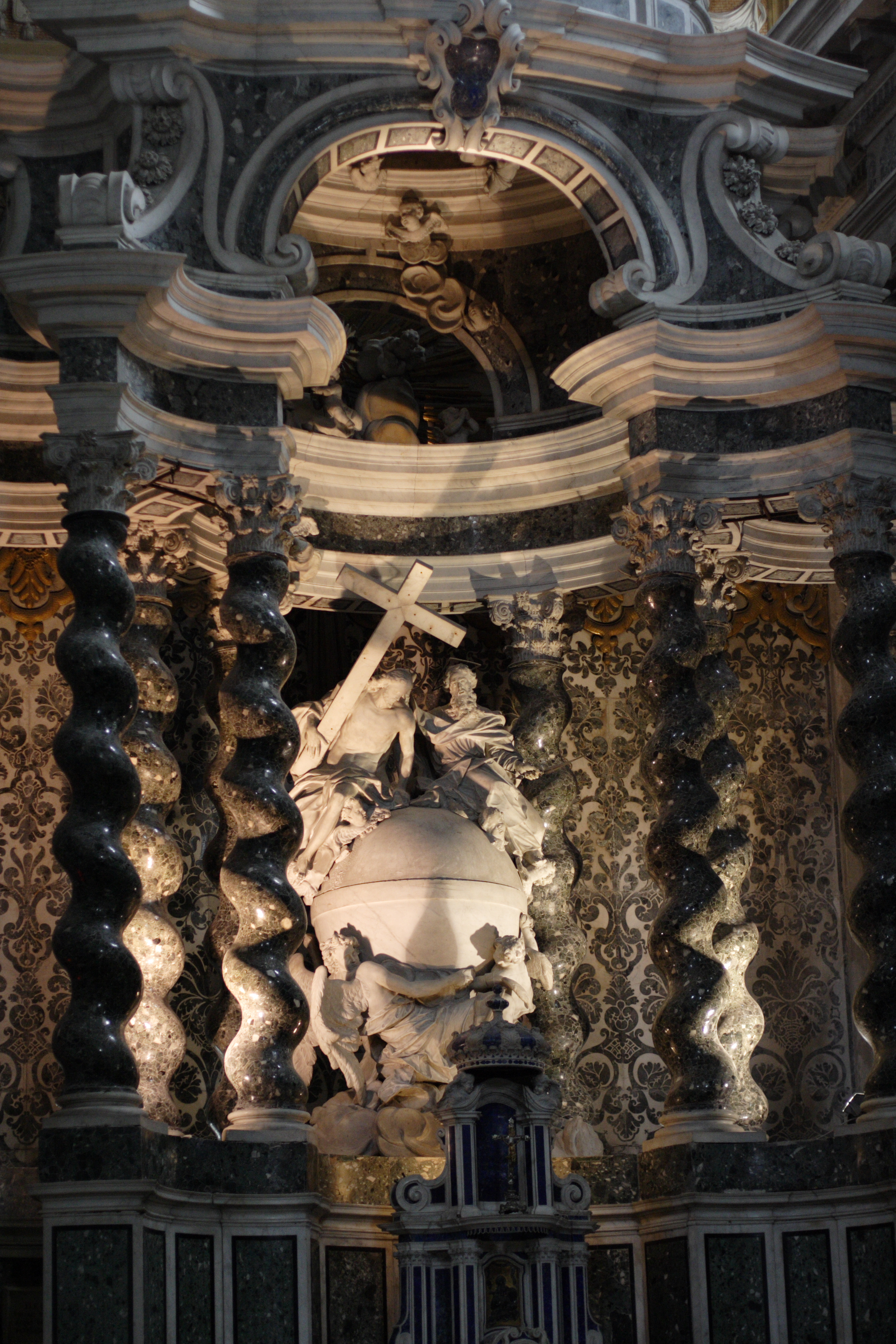
Киворий алтаря: Санта Мария Ассунта
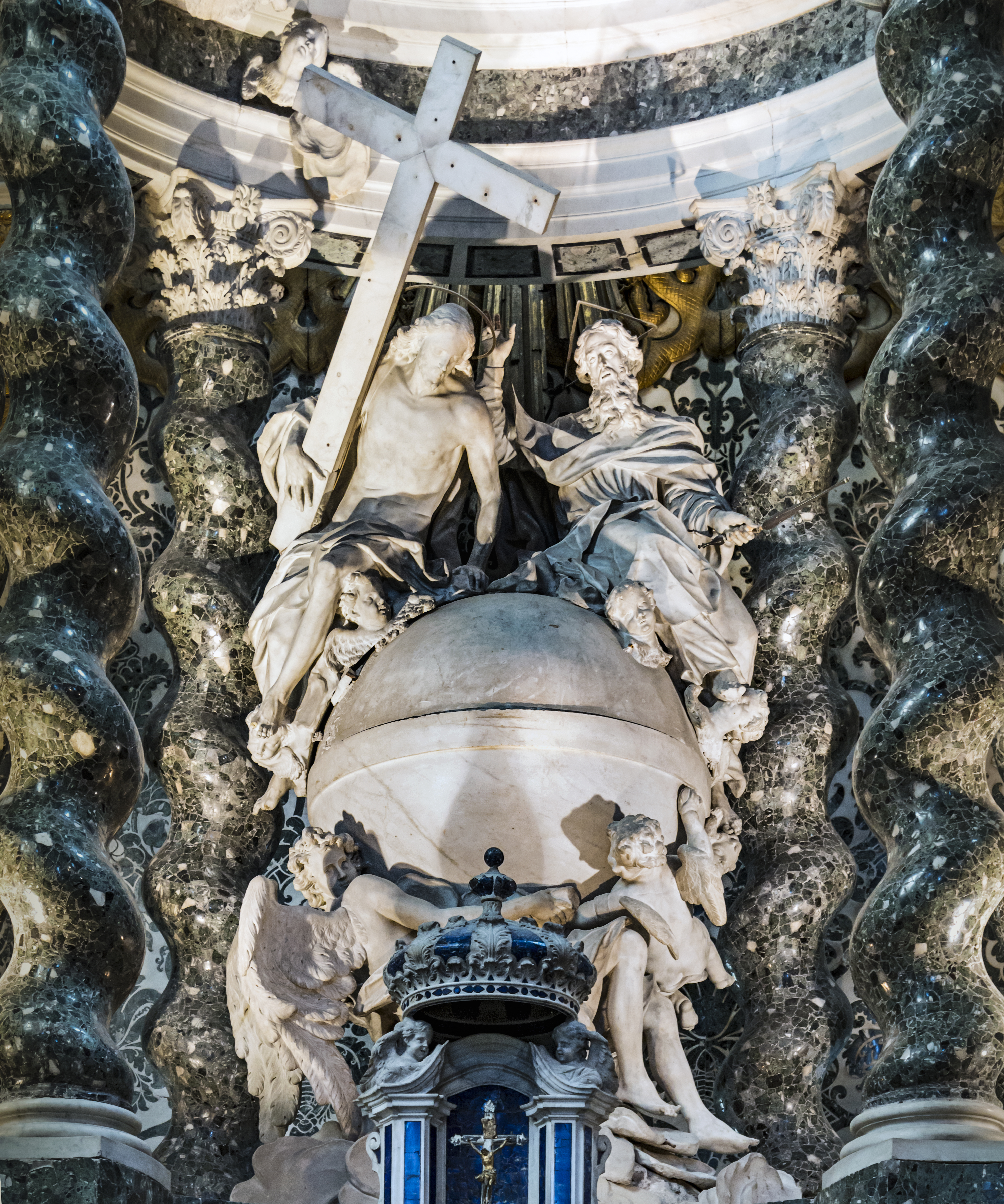
Дж. Торрити. Христос и Бог-Отец над земным шаром. Надпись: sufficit sola fide (вера — это всё, что нужно)
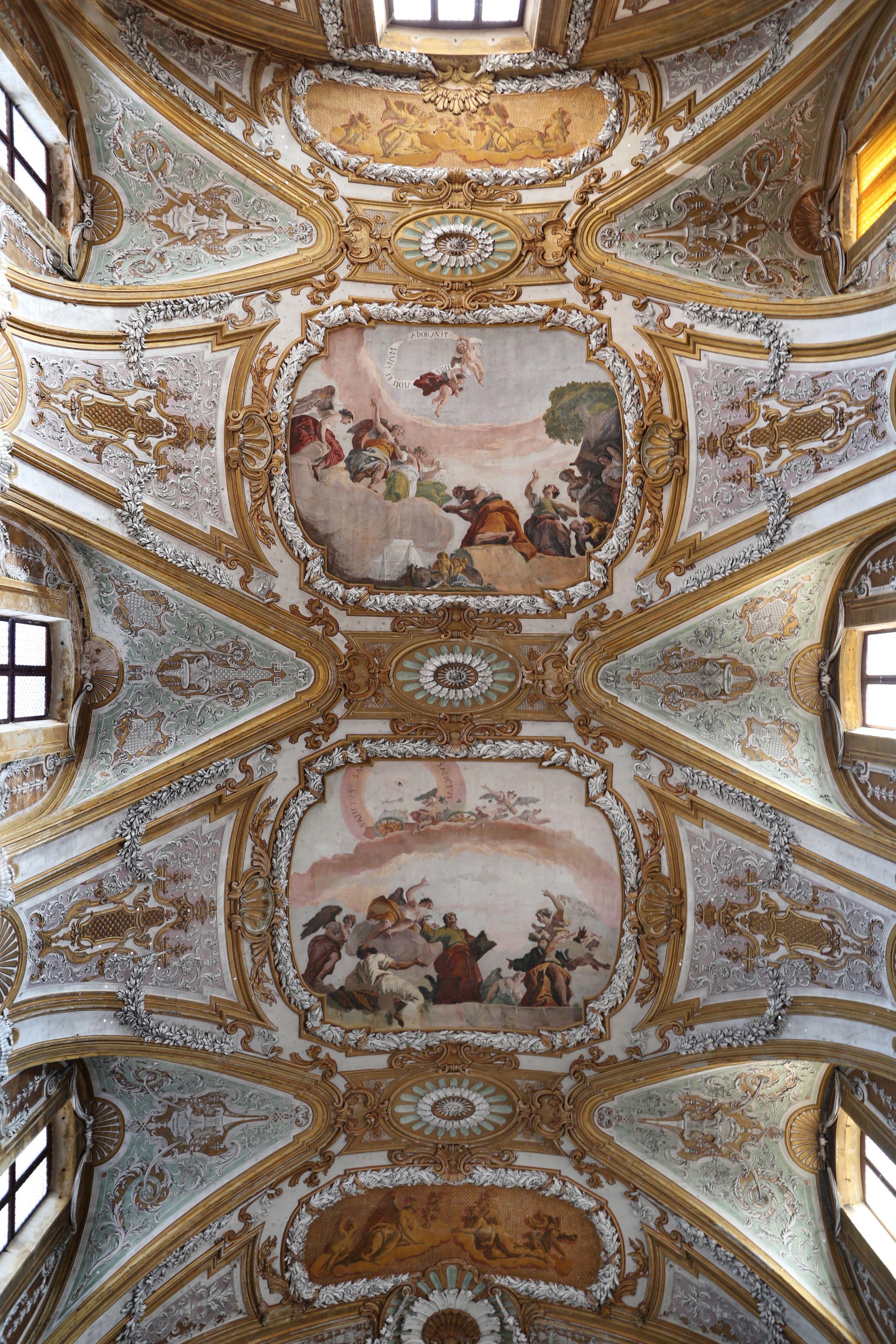
Плафон
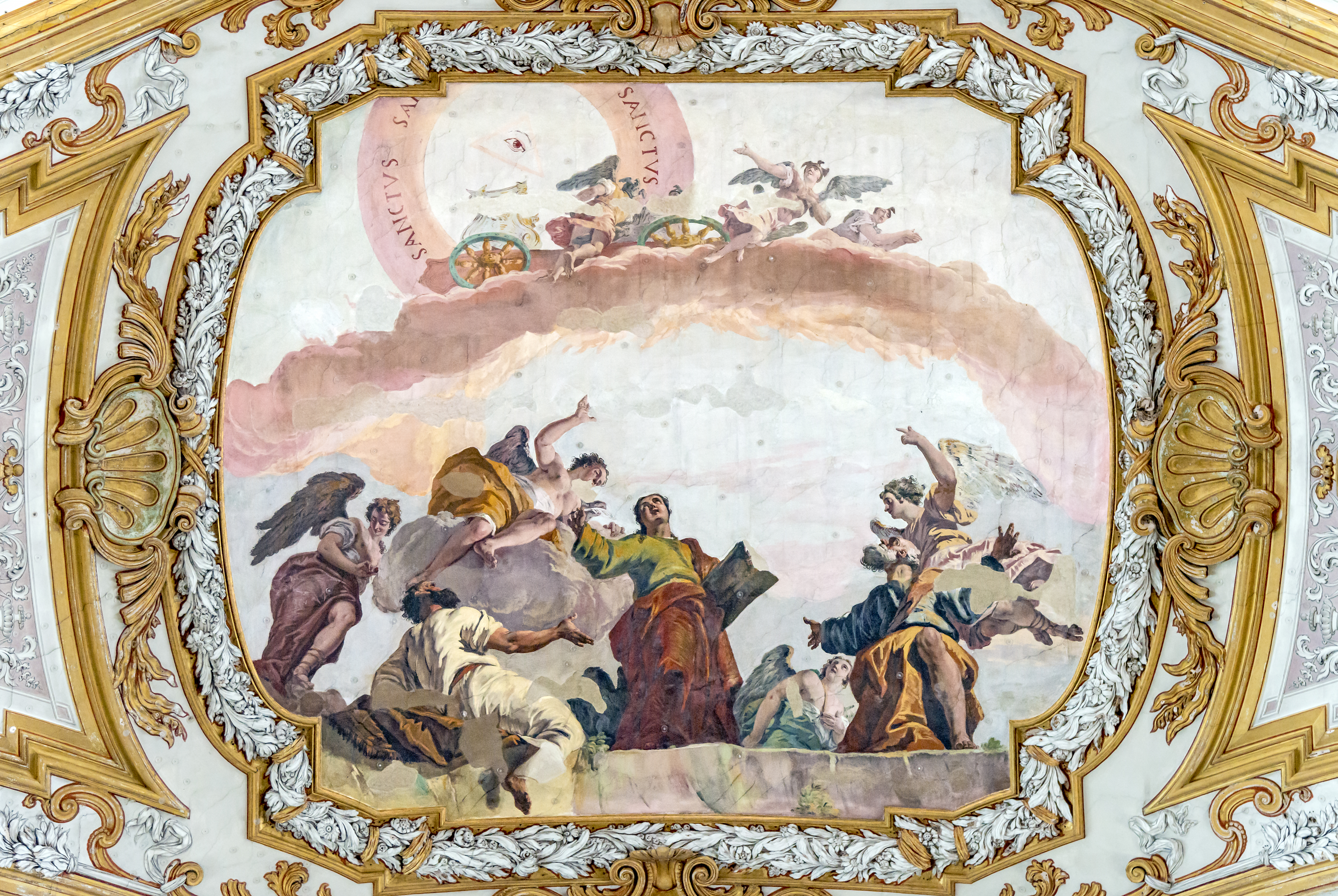
Ф. Фонтебассо. Видение Святого Иоанна Евангелиста. Роспись плафона нефа. 1734
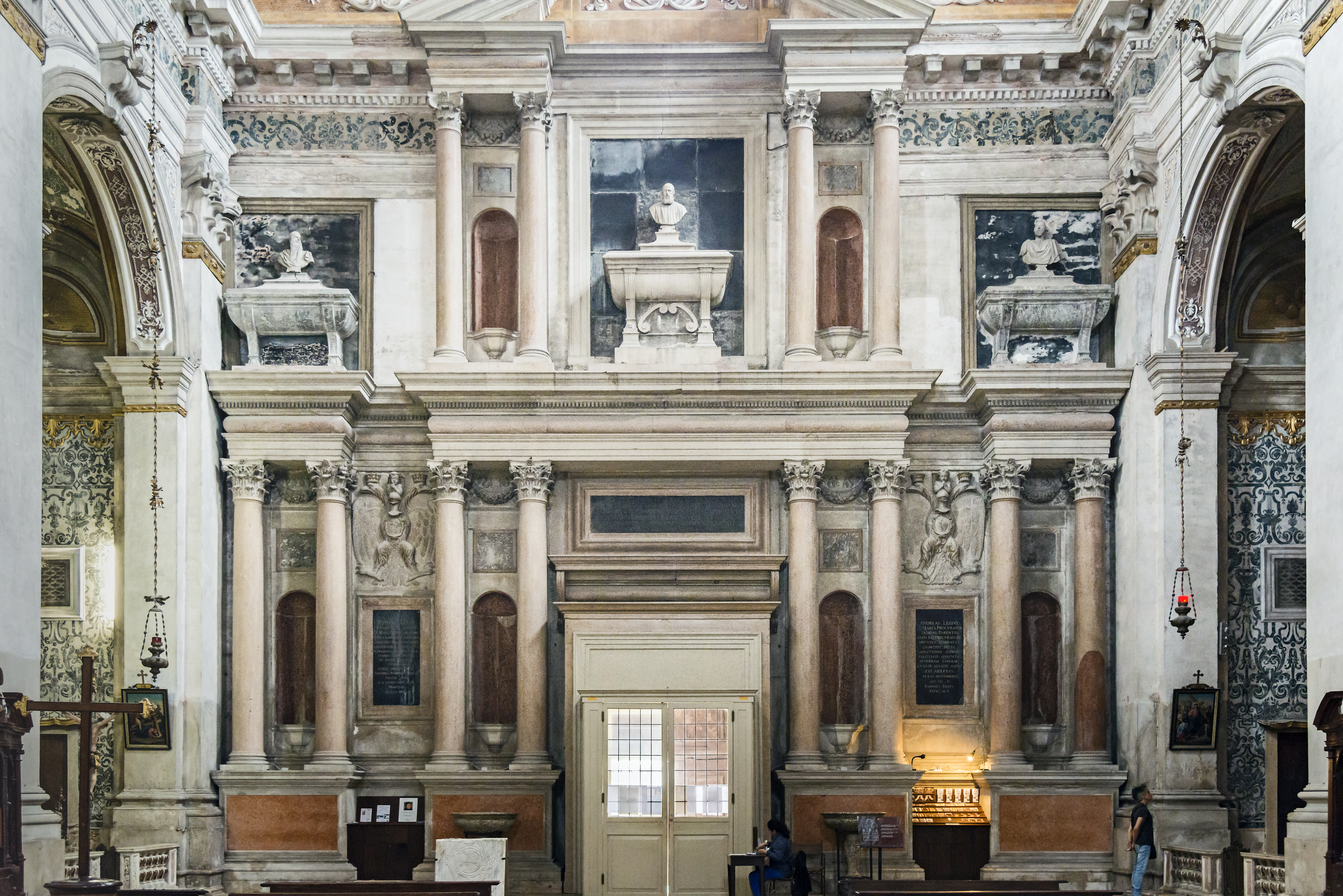
Контрфасад
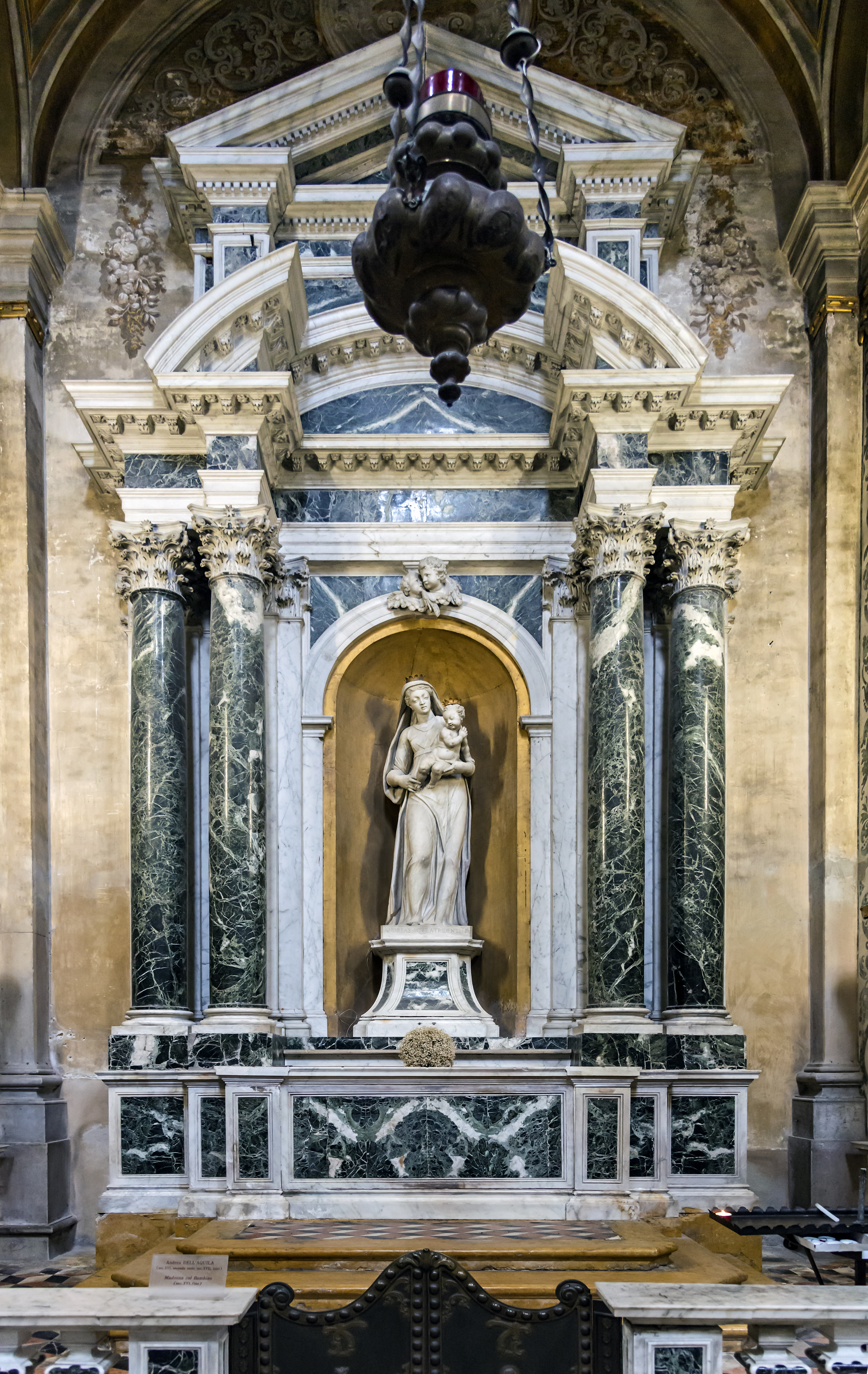
Капелла Девы
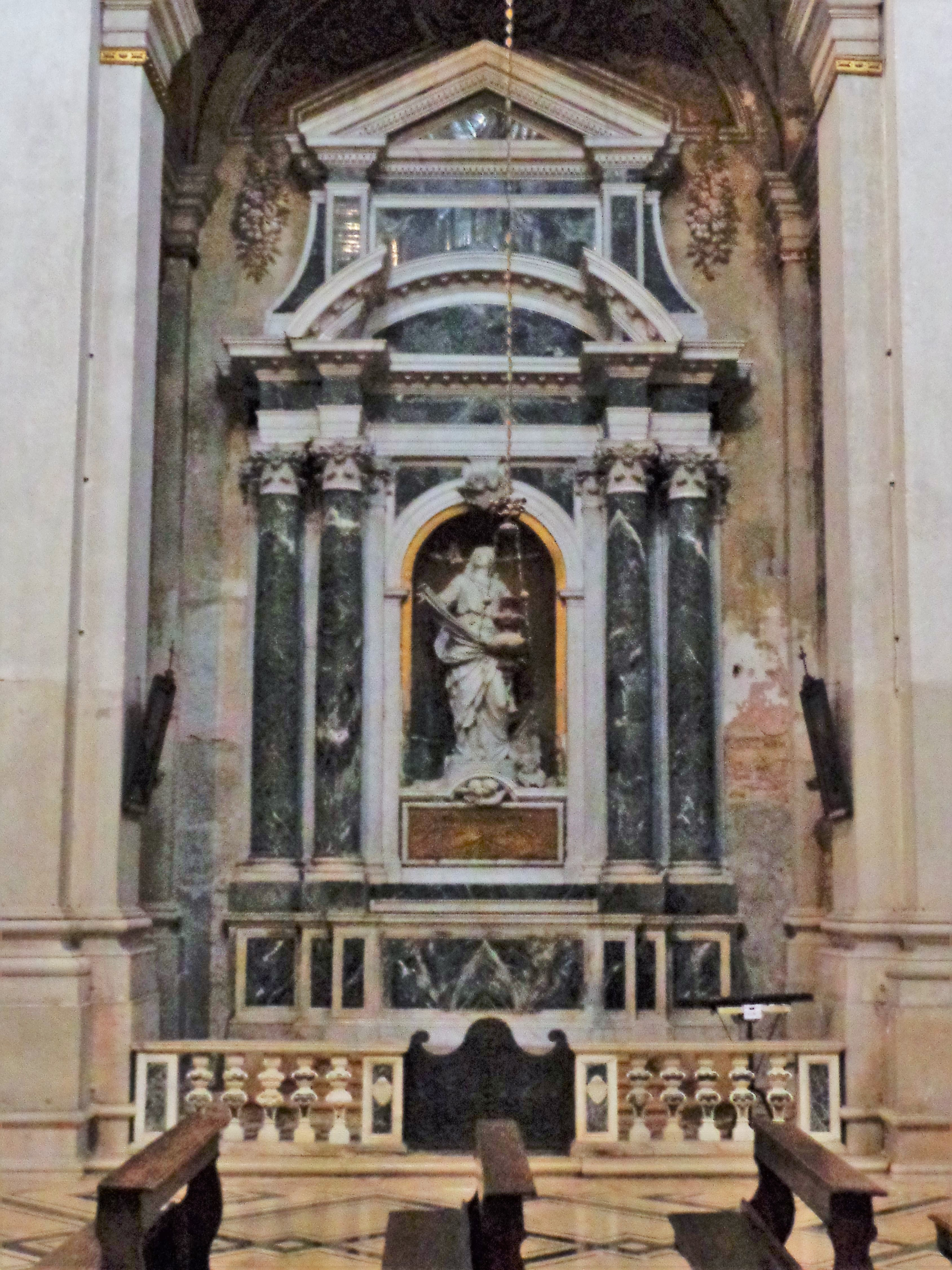
Алтарь Святой Варвары
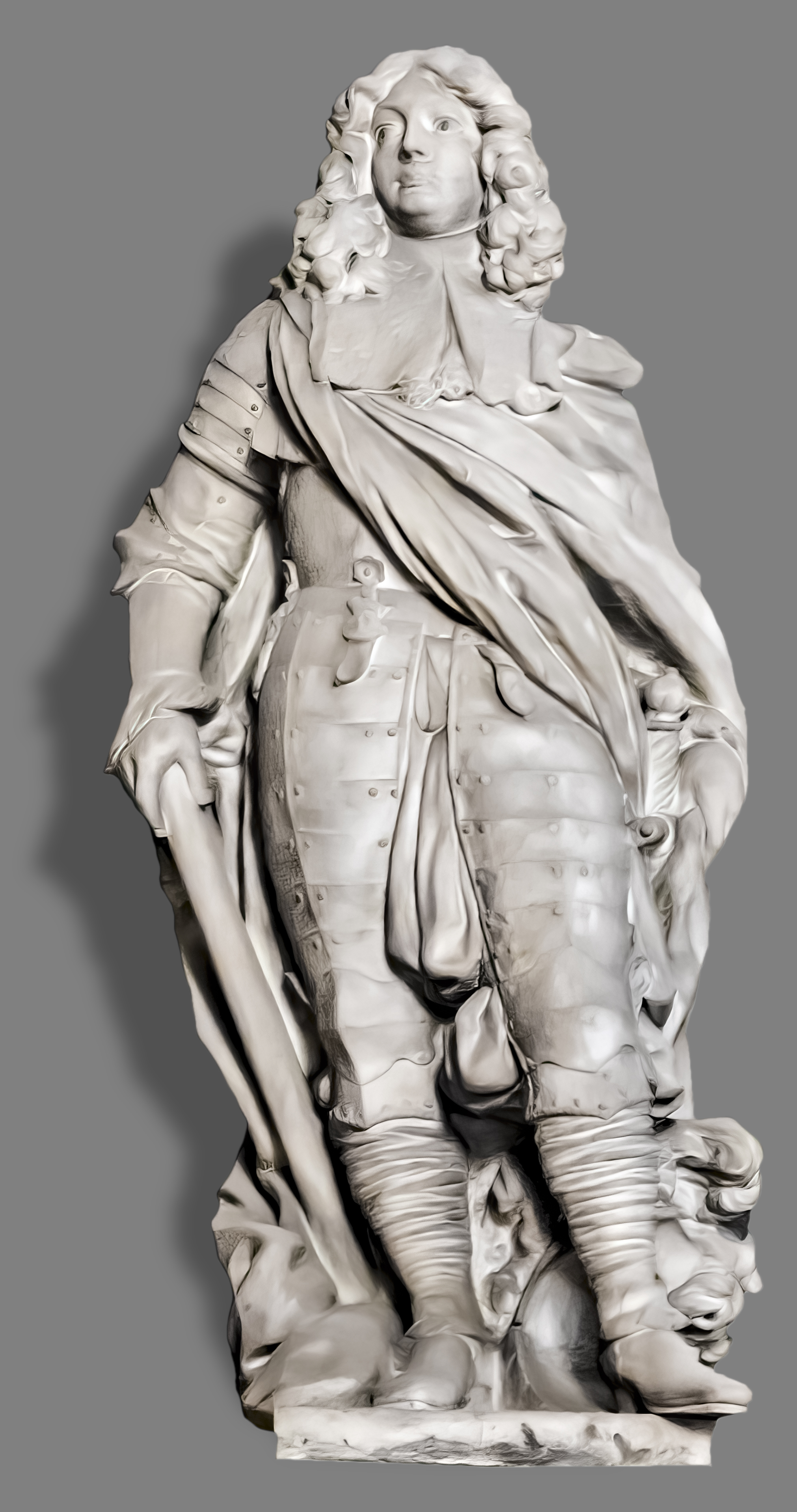
Б. Лонгена. Памятник Орацио Фарнезе. Мрамор
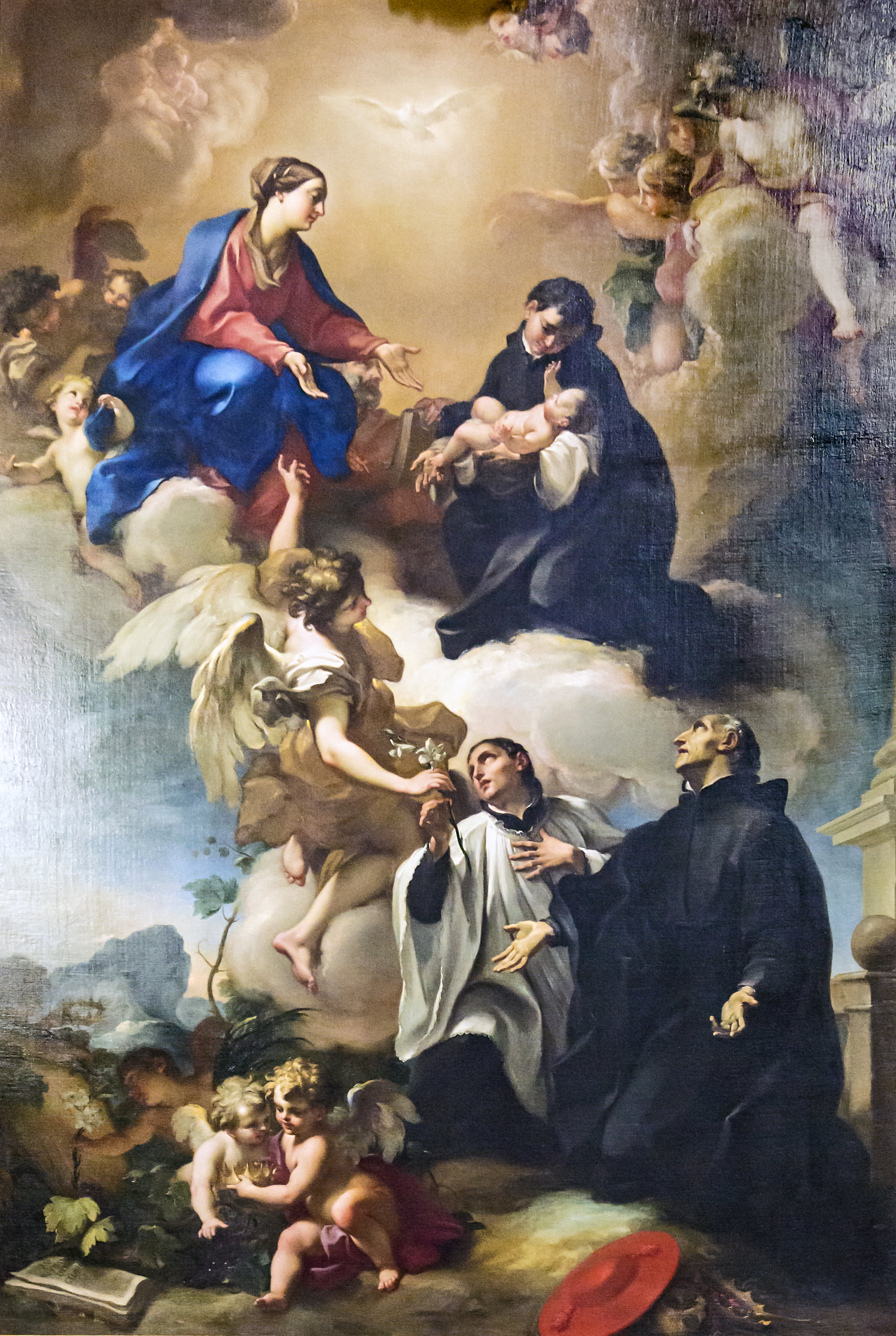
А. Балестра. Дева Мария, святые Станислав Костка, Луиджи Гонзага и Франческо Борджиа. Холст, масло
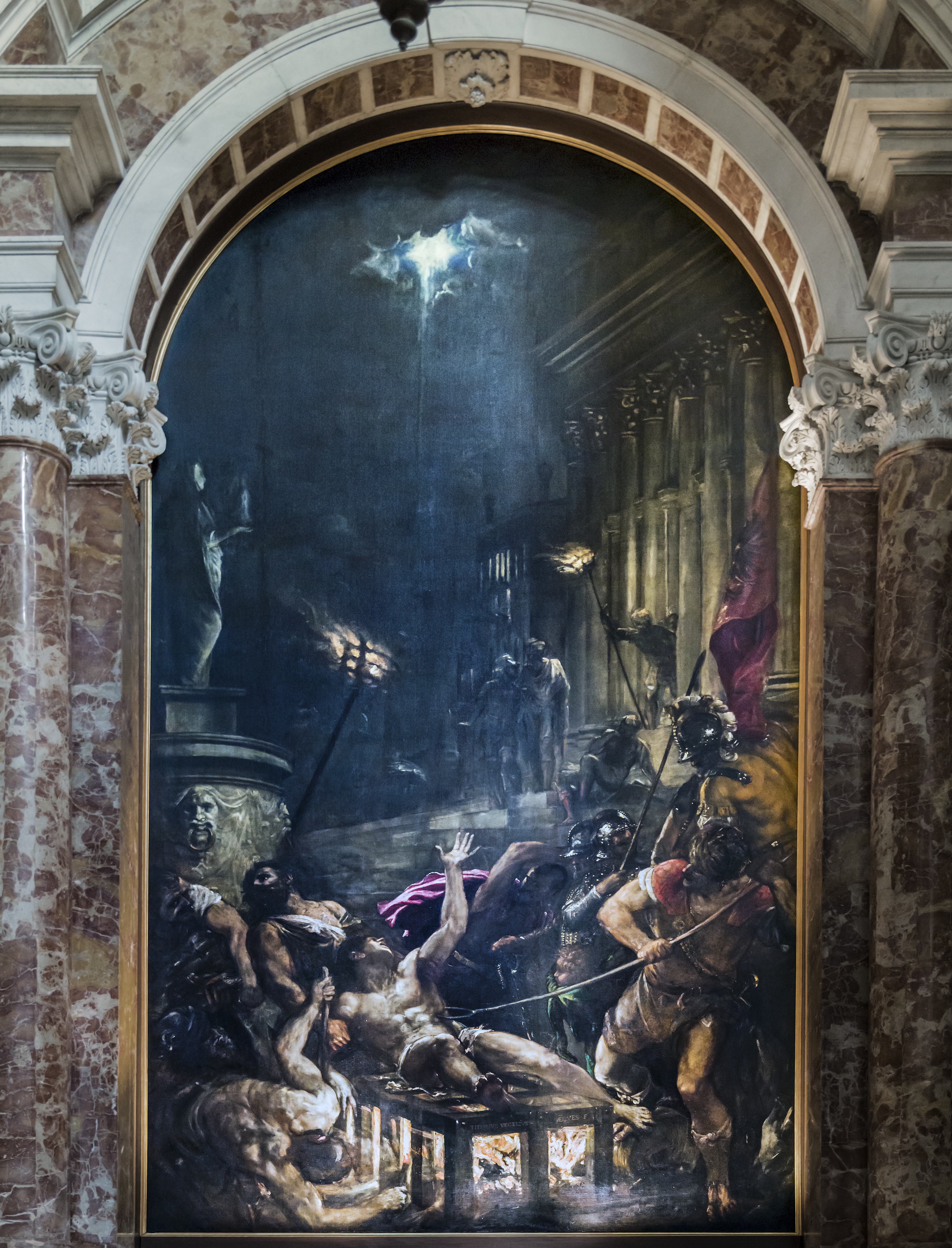
Тициан. Мученичество Святого Лаврентия. Между 1548 и 1559. Холст, масло
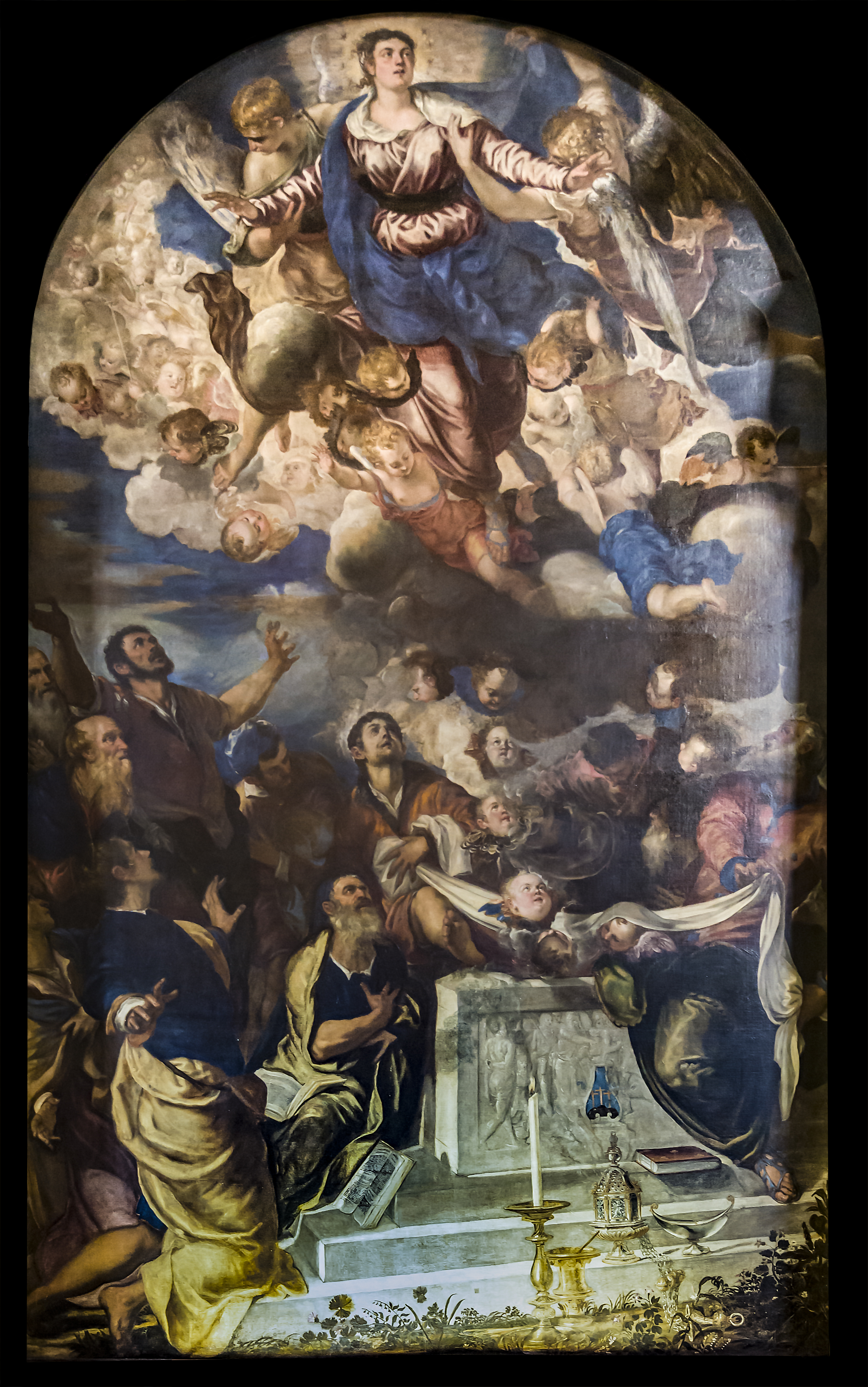
Тинторетто. Вознесение Девы Марии (Ассунта). Левый трансепт. 1555. Холст, масло
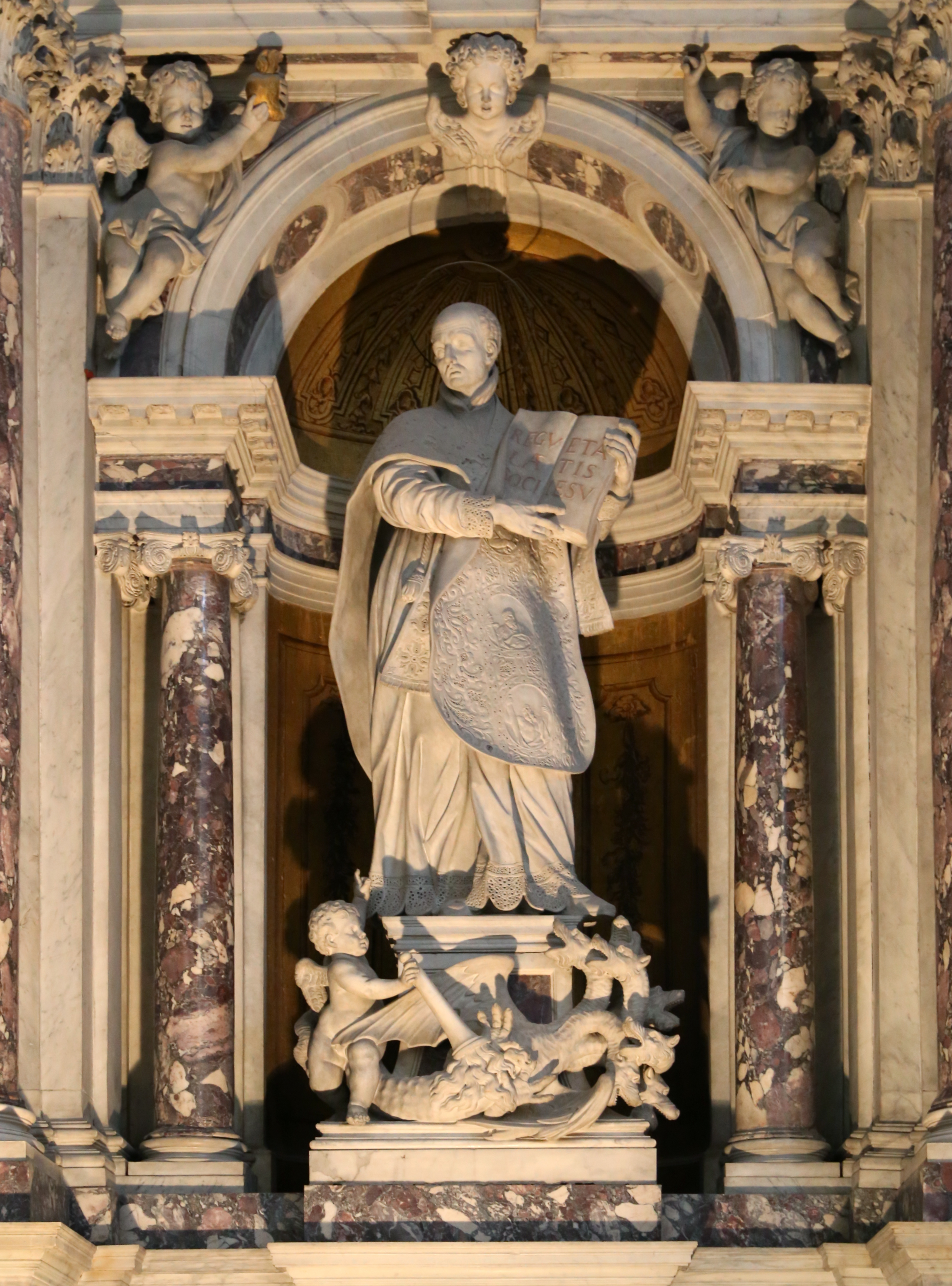
П. Баратта. Алтарь Сант-Иньяцио. Правый трансепт.
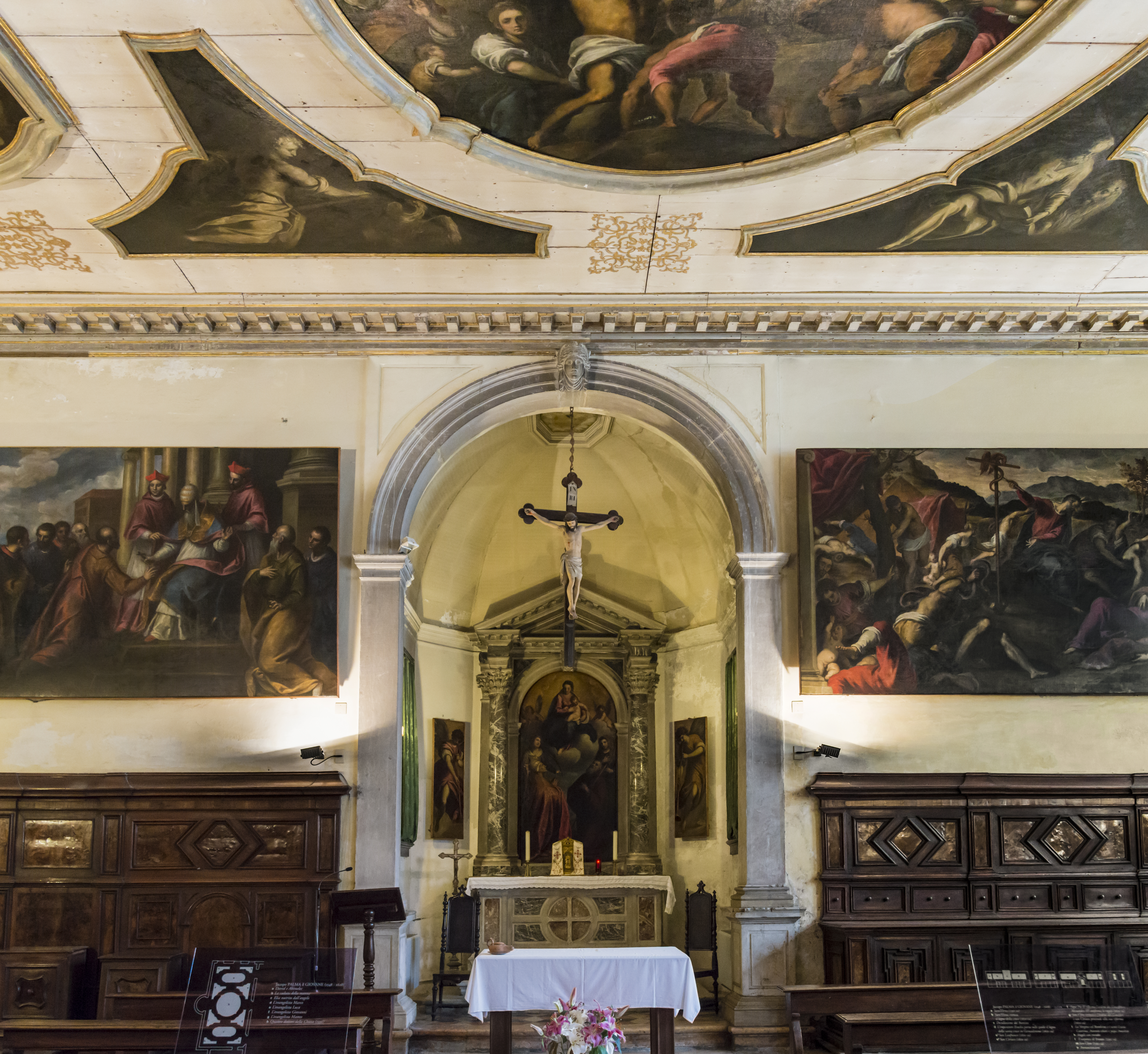
Сакристия
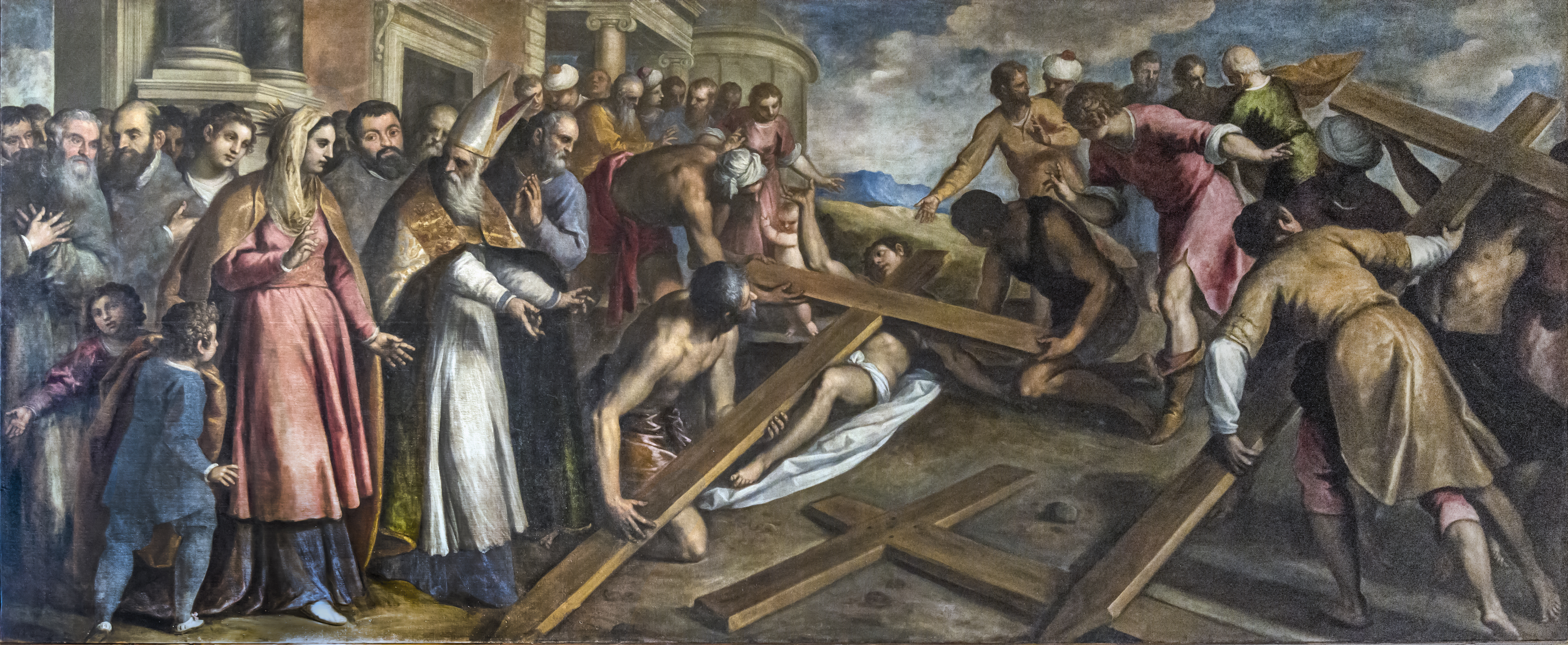
Я. Пальма Младший. Святая Елена находит Истинный крест. Между 1620 и 1625. Сакристия. Холст, масло
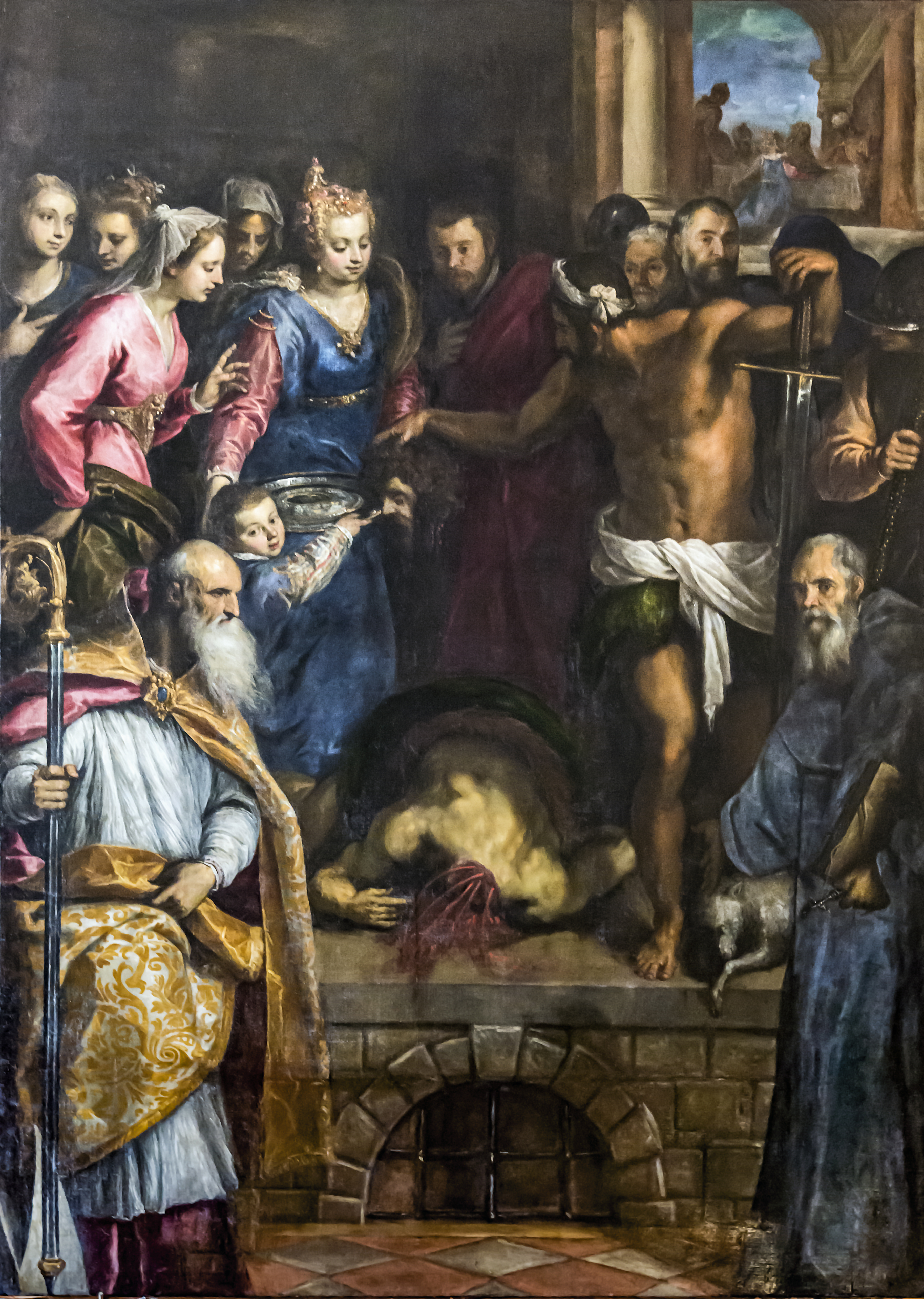
Я. Пальма Младший. Мученичество святых Иоанна Крестителя, Ланфранко и Либерио. 1610. Сакристия. Холст, масло